# Округ Аламида
Округ Аламида (енгл. Alameda County) округ је у савезној држави Калифорнија, САД. Налази се у Заливској области Сан Франциска. Највећи град и седиште округа је Оукланд. Округ је формиран 25. марта 1853. од делова Округа Контра Коста и Округа Санта Клара. Површина округа је 2.126,8 km², од чега је 1.910,3 (89,82%) копно, а 216,4 km² вода.
Према попису из 2010, округ је имао 1.510.271 становника, и био је седми најнасељенији округ у Калифорнији.
Политички гледано, округ је снажно упориште Демократске странке. Последњи републикански кандидат за председника САД који је победио у округу био је Двајт Ајзенхауер 1956. Барак Обама је 2008. добио 78,9% гласова у округу.

## Највећи градови
| Град         | Бр. становника (2010) |  |
| ------------ | --------------------- |  |
| Оукланд      | 390.724               |  |
| Фримонт      | 214.089               |  |
| Хејвард      | 144.186               |  |
| Беркли       | 112.580               |  |
| Сан Лијандро | 84.950                |  |